# 17 (Album)
17 ist das 2017 veröffentlichte Debüt-Studioalbum des US-amerikanischen Rappers XXXTentacion. Die Zahl steht für sein Tattoo, welches er auf der rechten Seite seiner Stirn hat.

## Geschichte
Während XXXTentacion wegen Körperverletzung und Freiheitsberaubung im Gefängnis saß, unterschrieb er einen Vertrag bei Empire Distribution.

„I got this really really, really good album called 17. That’s more of an alternative, R&B sound,” he told us. “Then I’ve got this mixtape called I Need Jesus, which is mainly rap and the underground sound I did. So I’m trying to give my fans and anybody that comes in and listens to me everything with the mixtape and album. And then I want to come out with Members Only Vol. 3. People are gonna be really surprised about the shit I drop.“

Nach seiner Entlassung aus dem Gefängnis kündigte X in einem Interview mit WMIB neben 17 noch Revenge, Members Only Vol. 3 und I Need Jesus an. Weitere Promotion betrieb er über die App Periscope, Snapchat und Instagram. Er machte die Ankündigung, dass das Album einen ganz anderen Stil als seine ansonsten eher im Trap oder Rap Rock angelegten Kompositionen. Es sei mehr etwas für Menschen mit Depressionen. Passend dazu veröffentlichte er einen kurzen, dreieinhalbsekündigen Clip, das ihn erhängt an einem Baum zeigte. Teilweise wurde der Clip als echt bewertet und für viele Fans war es zunächst unklar, dass es sich um eine Werbung für das kommende Album handelte. Dies führte zu viel Kritik an dem Musiker. Etwas später folgten weitere Clips, jedoch diesmal mit der Ankündigung, dass es sich um Ausschnitte aus einem kommenden Musikvideo handele und entschuldigte sich für den missverständlichen Promomove.

## Musikstil
Wie angekündigt unterschied sich das Album vom üblichen Stil des Rappers. Es handelt eher um Emo und Indie-Rock gemischt mit Alternative R&B. Auch Shoegaze ist auf dem Album enthalten. Die Songs haben nur wenige Beats, sondern werden mit akustischer Gitarre oder Klavierbegleitung vorgetragen. Auch singt er auf dem Album. Das Album ist mit 22 Minuten recht kurz gehalten. Viele Songs wirken halbfertig, was sehr zum Konzept des Albums beiträgt, das vorwiegend Themen wie Suizid, verlorene Liebe und Depression aufgreift.

## Inhalt
Jocelyn Flores handelt vom wahren Fall der 17-jährigen Jocelyn Amparo Flores, die XXXTentacion über Twitter entdeckte und die er als Model für seine Modemarke Revenge anwerben wollte. Sie kam am 14. Mai 2017 unter mysteriösen Umständen in einem Hotel in Coconut Creek, Florida, ums Leben, nur 13 Tage nachdem sie XXXTentacion besucht hatte. Ihr Tod wurde als Suizid gewertet. XXXTentacion widmete ihr außerdem den Track Revenge.
Carry On übernimmt wie Jocelyn Flores ein Sample von Shiloh Dynasty.
Bei Fuck Love gastiert Trippie Redd.
| Nr.          | Titel                              | Text                      | Länge |
| ------------ | ---------------------------------- | ------------------------- | ----- |
| 1.           | The Explanation                    | Jahseh Onfroy             | 0:51  |
| 2.           | Jocelyn Flores                     | Onfroy                    | 1:59  |
| 3.           | Depression & Obsession             | Onfroy                    | 2:25  |
| 4.           | Everybody Dies in Their Nightmares | Onfroy                    | 1:35  |
| 5.           | Revenge                            | Onfroy                    | 2:00  |
| 6.           | Save Me                            | Onfroy                    | 2:43  |
| 7.           | Dead Inside (Interlude)            | Onfroy                    | 1:27  |
| 8.           | Fuck Love (feat. Trippie Redd)     | Onfroy • Jordan White, IV | 2:27  |
| 9.           | Carry On                           | Onfroy                    | 2:10  |
| 10.          | Orlando                            | Onfroy                    | 2:44  |
| 11.          | Ayala (Outro)                      | Onfroy                    | 1:40  |
| Gesamtlänge: | Gesamtlänge:                       | Gesamtlänge:              | 22:01 |

## Singleauskopplungen
Insgesamt wurden drei Singles aus dem Album ausgekoppelt. Revenge erschien am 18. Mai 2017 als Musikstream und als Download, zunächst unter dem Titel Garrette's Revenge. Es folgte Jocelyn Flores am 31. Oktober 2017 und zuletzt Fuck Love am 23. Januar 2018.
Die sieben Songs Jocelyn Flores, Revenge, Fuck Love, Everybody Dies in Their Nightmares, Depression & Obsession, Save Me und Carry On stiegen auf den Plätzen 31, 77, 41, 54, 91, 94 und 95 der Billboard Hot 100 ein. Außerdem konnten sich Jocelyn Flores und Everybody Dies in Their Nightmares die Plätze 39 und 88 der Britischen Singlecharts sichern.
| Jahr | Titel Album                           | Höchstplatzierung, Gesamtwochen, AuszeichnungChartplatzierungen (Jahr, Titel, Album, Platzierungen, Wochen, Auszeichnungen, Anmerkungen) | Höchstplatzierung, Gesamtwochen, AuszeichnungChartplatzierungen (Jahr, Titel, Album, Platzierungen, Wochen, Auszeichnungen, Anmerkungen) | Höchstplatzierung, Gesamtwochen, AuszeichnungChartplatzierungen (Jahr, Titel, Album, Platzierungen, Wochen, Auszeichnungen, Anmerkungen) | Höchstplatzierung, Gesamtwochen, AuszeichnungChartplatzierungen (Jahr, Titel, Album, Platzierungen, Wochen, Auszeichnungen, Anmerkungen) | Höchstplatzierung, Gesamtwochen, AuszeichnungChartplatzierungen (Jahr, Titel, Album, Platzierungen, Wochen, Auszeichnungen, Anmerkungen) | Anmerkungen                                                                      |
| Jahr | Titel Album                           | DE | AT | CH | UK | US | Anmerkungen                                                                      |
| --- | ------------------------------------- | --- | --- | --- | --- | --- | -------------------------------------------------------------------------------- |
| 2017 | Revenge 17                            | — | — | — | UK— PlatinUK | US77 (2 Wo.)US | Erstveröffentlichung: 18. Mai 2017 Verkäufe: + 895.000                           |
| 2017 | Jocelyn Flores 17                     | DE— PlatinDE | AT24 (4 Wo.)AT | CH21 (13 Wo.)CH | UK39 ×2Doppelplatin · (10 Wo.)UK | US19 ×8Achtfachplatin · (20 Wo.)US | Erstveröffentlichung: 25. August 2017 Verkäufe: + 10.363.333                     |
| 2018 | Fuck Love 17                          | — | AT69 (2 Wo.)AT | CH48 (4 Wo.)CH | UK89 Platin · (4 Wo.)UK | US28 Diamant · (21 Wo.)US | Erstveröffentlichung: 23. Januar 2018 Verkäufe: + 11.118.333; feat. Trippie Redd |
| Folgende Lieder erschienen nicht als Single, wurden aber durch das Album zum Download und Streaming bereitgestellt und konnten somit eine Platzierung erlangen: |                                       | | | | | |                                                                                  |
| |                                       | | | | | |                                                                                  |
| 2017 | Everybody Dies in Their Nightmares 17 | DE— GoldDE | AT72 (2 Wo.)AT | CH54 (3 Wo.)CH | UK88 Platin · (4 Wo.)UK | US42 ×3Dreifachplatin · (7 Wo.)US | Charteinstieg: 3. September 2017 Verkäufe: + 4.200.000                           |
| 2017 | Depression & Obsession 17             | — | — | — | UK— SilberUK | US91 (1 Wo.)US | Charteinstieg: 16. September 2017 Verkäufe: + 200.000                            |
| 2017 | Save Me 17                            | — | — | — | — | US94 (1 Wo.)US | Charteinstieg: 16. September 2017                                                |
| 2017 | Carry On 17                           | — | — | — | UK— SilberUK | US95 Platin · (1 Wo.)US | Charteinstieg: 16. September 2017 Verkäufe: + 1.280.000                          |

## Rezensionen
17 erhielt gemischte Kritiken. Während einige das Album für seine Themen, die verschiedenen Musikstile und die Produktion lobten, kritisierten andere die Länge des Albums und den absichtlich fehlenden Feinschliff.
Yannik Gölz von laut.de sagte über das Album:

„Am Ende des Tages kann man ‚17‘ vielleicht am besten als Erfahrung bezeichnen. Eine finstere, verstörende und gerade durch Schwächen und Limitierungen des Künstlers zu einer einzigartigen Form auflaufende Erfahrung.“

Sermin Usta von intro.de sagte zum Album:

„Denn was sich auf diesem Album als Musik ausdehnt, ist das Zeugnis kranker, filterloser Gedanken, die manisch und zutiefst ehrlich niemanden unberührt lassen.“

Der US-amerikanische Rolling Stone betrachtete das Album nach dem überraschenden Tod von XXXTentacion 2018 als wegweisendes Album, das wie sein Interpret den Hip-Hop quasi über Nacht verändert habe. Insbesondere der Erfolg sei beeindruckend, da das Album ohne wirkliche Plattenfirma mit einem reinen Vertriebsdeal in die Charts gekommen sei. Kaum ein modernes Album würde heute ohne die Elemente auskommen, die XXXTentacion in die Musik einführte. So adaptierten Kanye West und Kid Cudi auf ihrem gemeinsamen Album Elemente des eher verletzlichen Stils für ihre späteren Alben. Andere Rapper wie Juice Wrld, Lil Pump und Lil Skies haben ebenfalls ähnliche Elemente in ihrer Musik.

## Kommerzieller Erfolg

### Chartplatzierungen
17 erschien am 25. August 2017 auf Spotify, Apple Music und iTunes. Das Album stieg auf die Nummer zwei der Billboard 200 ein mit 18.000 Verkäufen in der Veröffentlichungswoche. Nach XXXTentacions Tod stieg das Album erneut in die Billboard-Charts ein und platzierte sich mit 55.000 Album-equivalent units auf der sieben.
| ChartsChartplatzierungen       | Höchstplatzierung | Wochen |
| ------------------------------ | ----------------- | ------ |
| Deutschland (GfK)              | 100 (1 Wo.)       | 1      |
| Österreich (Ö3)                | 21 (5 Wo.)        | 5      |
| Schweiz (IFPI)                 | 26 (62 Wo.)       | 62     |
| Vereinigte Staaten (Billboard) | 2 (281 Wo.)       | 281    |
| Vereinigtes Königreich (OCC)   | 11 (60 Wo.)       | 60     |

| ChartsJahrescharts (2017)      | Platzierung |
| ------------------------------ | ----------- |
| Vereinigte Staaten (Billboard) | 80          |

| ChartsJahrescharts (2018)      | Platzierung |
| ------------------------------ | ----------- |
| Vereinigte Staaten (Billboard) | 19          |
| Vereinigtes Königreich (OCC)   | 62          |

| ChartsJahrescharts (2019)      | Platzierung |
| ------------------------------ | ----------- |
| Vereinigte Staaten (Billboard) | 60          |

| ChartsJahrescharts (2020)      | Platzierung |
| ------------------------------ | ----------- |
| Vereinigte Staaten (Billboard) | 108         |

| ChartsJahrescharts (2021)      | Platzierung |
| ------------------------------ | ----------- |
| Vereinigte Staaten (Billboard) | 160         |

| ChartsJahrescharts (2022)      | Platzierung |
| ------------------------------ | ----------- |
| Vereinigte Staaten (Billboard) | 130         |

### Auszeichnungen für Musikverkäufe
| Land/Region                  | Auszeichnungen für Musikverkäufe (Land/Region, Auszeichnung, Verkäufe) | Verkäufe  |
| ---------------------------- | ---------------------------------------------------------------------- | --------- |
| Belgien (BRMA)               | Gold                                                                   | 10.000    |
| Dänemark (IFPI)              | 4× Platin                                                              | 80.000    |
| Frankreich (SNEP)            | Platin                                                                 | 100.000   |
| Italien (FIMI)               | Platin                                                                 | 50.000    |
| Kanada (MC)                  | Platin                                                                 | 80.000    |
| Neuseeland (RMNZ)            | 4× Platin                                                              | 60.000    |
| Vereinigte Staaten (RIAA)    | 3× Platin                                                              | 3.000.000 |
| Vereinigtes Königreich (BPI) | Platin                                                                 | 300.000   |
| Insgesamt                    | 1× Gold · 15× Platin ·                                                 | 3.680.000 |

Hauptartikel: XXXTentacion/Auszeichnungen für Musikverkäufe